# 11-11: en mi cuadra nada cuadra
11-11: en mi cuadra nada cuadra es una serie de televisión juvenil de Nickelodeon Latinoamérica protagonizada por Patricio Gallardo, Thali García y Alberich Bormann como protagonistas principales y acompañados por Kevin Aponte y Karla Cervantes como antagonistas principales.
La historia se centra en Kike, un joven de 14 años apasionado por la tecnología recién mudado al particular edificio "11-11". Gracias a unas cualidades únicas de aquel lugar Mientras el protagonista duerme, trae a la vida a Enrique, una versión mayor de sí mismo que lo ayudará a encontrar a su madre que desapareció bajo extrañas circunstancias.

## Producción
"Estamos muy felices de revelar 11-11, nuestra nueva telenovela y de presentar al elenco principal por primera vez en los L.A. Screenings. En vista del éxito de Grachi, estamos emocionados de llevar nuestro conocimiento de producción al siguiente nivel y estamos seguros que el expertise combinado de Nickelodeon y Somos, nos dará una producción de primera categoría que conectará con los niños de toda la región y del extranjero"
Tatiana Rodríguez

La producción de la serie inició el 2 de julio del 2012, siendo grabada en alta definición, en Miami (Estados Unidos). El 10 de mayo de 2013 estrenó el videoclip musical, después del episodio final de la tercera y última temporada de Grachi. 11-11 debutó el 3 de junio de 2013 a nivel hispanoaméricano, y tuvo un total de 75 capítulos grabados en alta definición.
Además, la serie cuenta con interacción digital, con el lanzamiento de su sitio oficial, Frecuencia 11-11. La página web ofrece diversas secciones, en las que se encuentran: información de los personajes, episodios y videos especiales, fotos del elenco y de escenas de la serie, y música

## Sinopsis
Kike es un adolescente apasionado por la tecnología, que en sus fantasías se ve a sí mismo siendo adulto pudiendo resolver todas aquellas preocupaciones de su vida cotidiana. Cuando se muda al edificio "11-11", Kike descubre que su sueño puede volverse realidad pues, mientras duerme, puede traer a la vida a una versión adulta de sí mismo llamado Enrique, y así, intentará llevar a cabo sus dos grandes anhelos: encontrar a su madre, que desapareció en el Amazonas porque la avioneta se estrelló y conquistar a la chica de sus sueños, Sandra.
Junto a Juanjo y Tere logrará intensificar la tecnología de Leonardo, creador del edificio, para encontrar a su madre perdida en el Amazonas, y así traerla de vuelta a casa por medio de la teletransportacion de Enrique cuando Kike se despierta.

## Reparto

### Principales
- Patricio Gallardo como Enrique "Kike" Calderón.
- Thali García como Sandra Jiménez.
- Alberich Bormann como Enrique "Kike" Calderón (Adulto).
- Kevin Aponte como Esteban Restrepo.
- Karla Cervantes como Virginia Ramos.
- Reinaldo Zavarce como Juan José "Juanjo" Seminario.
- Silvana Arias como Mariana Valle.
- Ismael La Rosa como Jaime Calderón.
- Flor Núñez como Doña Consuelo.
- Henry Zakka como Camilo.

### Secundarios
- Virginia Núñez como Anabela.
- Carolina Ayala como Ana Teresa, "Tere".
- Emeraude Toubia como Elizabeth.
- Óscar Priego como Joaquín Mendoza.
- Gui Agustini como Carmelo.
- Andrea Martínez como Ana.
- Ana Belén Lander como Karina Calderón.
- Estefany Oliveira como Sharon Restrepo.
- Liliana Rodríguez como Tía Lucrecia.
- Sandra Destenave como Patricia.
- Jullye Giliberti como Susana Jiménez.
- Daniela de la Fe como Denisse.
- Hernán Canto como Valentino.
- Silvia del Mónico como Sofía.
- Ricardo Silva como Maximiliano Restrepo.

### Invitados
- Prince Royce como él mismo.
- Angélica Jaramillo como Doña Valeria.

## Episodios
| Temporada | Temporada | Episodios | Emisión original       | Emisión original         |
| Temporada | Temporada | Episodios | Estreno                | Final                    |
| --------- | --------- | --------- | ---------------------- | ------------------------ |
|           | 1         | 75        | 3 de junio de 2013     | 13 de septiembre de 2013 |
|           | Especial  | Especial  | 8 de diciembre de 2013 | 8 de diciembre de 2013   |

## Recepción

### Audiencia
El primer episodio de la serie, siendo el 3 de julio de 2013, obtuvo 1.7 en índice de audiencia en México, logrando posicionar al canal en el primer puesto por encima de cualquier otro canal infantil de televisión paga con niños de 4 a 12 años. En Colombia, la serie se posicionó como el programa número 1 del canal entre los chicos de 4-19 años. Durante la primera semana de su estreno, alcanzó a una audiencia de más de 1.9 millones de personas a través de la región. Tatiana Rodríguez, por su parte, comentó: "Esta producción marca un hito para nuestra librería de contenido original y confirma que hemos logrado una fórmula ganadora para los chicos en Latinoamérica. Siempre buscamos producir contenido con el cual la audiencia de Nick se pueda identificar y estos ratings demuestran el poder del formato novela con solo dos semanas al aire".

## Premios y nominaciones
La serie fue nominada en cinco categorías diferentes, en el evento de Kids Choice Awards México para el año 2013. Sin embargo, no ganó en ninguna de ellas.
| 2013 | Kids Choice Awards México |                            |                   |          |
| 2013 | Kids Choice Awards México | Actor favorito             | Patricio Gallardo | Nominado |
| 2013 | Kids Choice Awards México | Actriz favorita            | Thali García      | Nominado |
| 2013 | Kids Choice Awards México | Actor de reparto favorito  | Reinaldo Zavarce  | Nominado |
| 2013 | Kids Choice Awards México | Actor de reparto favorito  | Alberich Bormann  | Nominado |
| 2013 | Kids Choice Awards México | Actriz de reparto favorita | Karla Cervantes   | Nominado |
| 2013 | Kids Choice Awards México | Villano favorito           | Kevin Aponte      | Nominado |